# モルターニュ＝シュル＝セーヴル
モルターニュ＝シュル＝セーヴル （Mortagne-sur-Sèvre）は、フランス、ペイ・ド・ラ・ロワール地域圏、ヴァンデ県のコミューン。

## 地理
県北東部にあり、メーヌ＝エ＝ロワール県のショレとは7kmほどしか離れていない。

## 歴史
先史時代、モルターニュの土地は農耕民が定住し、その後ピクトン（ポワトゥー）のガリア人によって移住が行われた。ガリアの他の部分と同様、紀元前58年から紀元前51年にかけてカエサルがこの地方を占領した。
Mortagneという名称は、おそらくマウレタニア出身の兵士たちで構成されたローマのレギオンにちなんで名づけられた。彼らは帝国末期に命令を受けて防衛の責務を負っていたからである。別の説では、Mortagneはガロ＝ローマ語のmorte-agne（小さな潮）からきていると推測する。しかし、この説明は信頼できるに足りない。ラテン語で水を意味するaquaは-agneを進化させることができたからである。
中世、町はポワトゥーに属し、ブルターニュとポワトゥーの国境地帯となっていた。この時代に町の主要な歴史的建築物が建てられている。城、教会、小修道院、ハンセン病患者療養所、貴族の邸宅である。モルターニュは情報通信の重要な十字路となり、加えて農業、皮なめしで知られる産業活動によって発展していった。貿易はセーヴル・ナンテーズ川を通じて可能であった。
ルネサンス時代、モルターニュは建築の復活から逃れられなかった。城や貴族の邸宅は時代に応じて変えられた。農業と産業はさらに拡大した。ヴァンデ戦争においてはモルターニュは殺人と破壊の犠牲者となり、町は完全に焼け落ちた。19世紀、教会や住宅再建のための補助金が出された。
20世紀、鉄道や電気の出現で産業の新たな分野はかなり発展した。産業ゾーンは新たな労働者のニーズを満たすためつくられた。1964年、モルターニュ＝シュル＝セーヴル、エヴリュヌ、サンティレール＝ド＝モルターニュが合併した。

## 人口統計
| 1962年 | 1968年 | 1975年 | 1982年 | 1990年 | 1999年 | 2008年 | 2013年 |
| ------ | ------ | ------ | ------ | ------ | ------ | ------ | ------ |
| 2594   | 4246   | 4691   | 5301   | 5724   | 5938   | 6074   | 5958   |

参照元:1962年から1999年までは複数コミューンに住所登録をする者の重複分を除いたもの。それ以降は当該コミューンの人口統計によるもの。1999年までEHESS/Cassini、2004年以降INSEE。

## 姉妹都市
- アウミューレ、ドイツ
- ヴォルトルフ、ドイツ
- ヴォロヴァト・ブルラ、ルーマニア